# Суркашев, Байрам Кундулеевич
Суркашев Байрам Кундулеевич (алт. Суркашев Байрам Кӱндӱлеевич; 16 ноября 1939 — 2010) — алтайский поэт.

## Биография
Родился в селе Купчегень Онгудайского района Ойротской автономной области (ныне Республика Алтай).
В 1958 году окончил областную национальную среднюю школу, в 1965 году — Алтайский государственный медицинский институт.
В 1965—1974 гг. работал в Улаганской районной больнице врачом-терапевтом, позднее — на станции скорой помощи в Горно-Алтайске.
Умер в 2010 году.

## Творчество
Стихи начал писать в студенческие годы. Первые поэтические произведения были опубликованы в областной газете «Алтайдыҥ Чолмоны».
Байрам Суркашев — автор более 10 поэтических сборников.

##### На алтайском языке
- Кижи ле јылдыс (Человек и звезды): поэмы /Горно-Алтайск: Алт. кн. изд-во, Горно-Алт. отд-ние, 1984. — 84 с.
- Сай-Солон кожоны (Песнь Сай-Солона): улгерлер / Горно-Алтайск: Алт. кн. изд-во, Горно-Алт. отд-ние, 1990. — 264 с. — ISBN 5-7405-0489-9
- Арчын јытту Алтай: улгерлер ле туујылар / Горно-Алтайск: Б.и., 2000. — 400 с.
- Илби: сб. ст. / Горно-Алтайск: Уч Сумер, 2005. — 143 с. — ISBN 519209-0054-7 (ошибоч.)
- Чике-Таман ажыра: улгерлер, трагедия, публицистика / Горно-Алтайск: Алтын-Туу, 2009. — 300 с. — ISBN 978-5-9209-0136-1

##### На русском языке
- Песни высоких вершин: Стихи. Пер. с алт. /Горно-Алтайск: Алт. кн. изд-во, Горн.-Алт. отд-ние 1979 — 79 с.